# سور (دفاع)

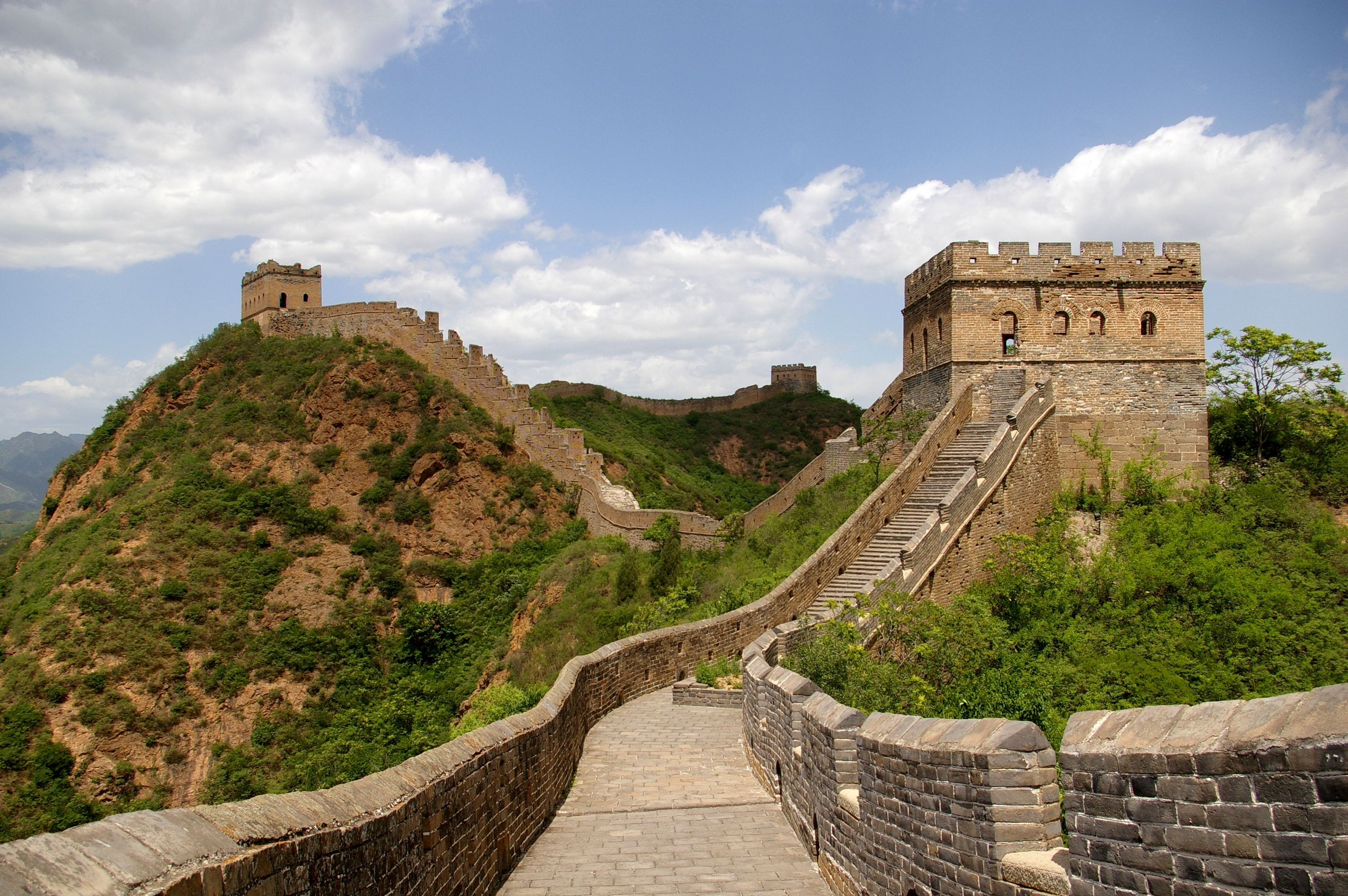
سور الصين العظيم بني لصد هجمات المغول.

المتراس أو السور قد يقام لسد ممر معين أو قد يقام حول منطقة معينة كالمعسكر أو المدينة. يُبنى من الطين أو التراب أو الطوب أو الحجارة.

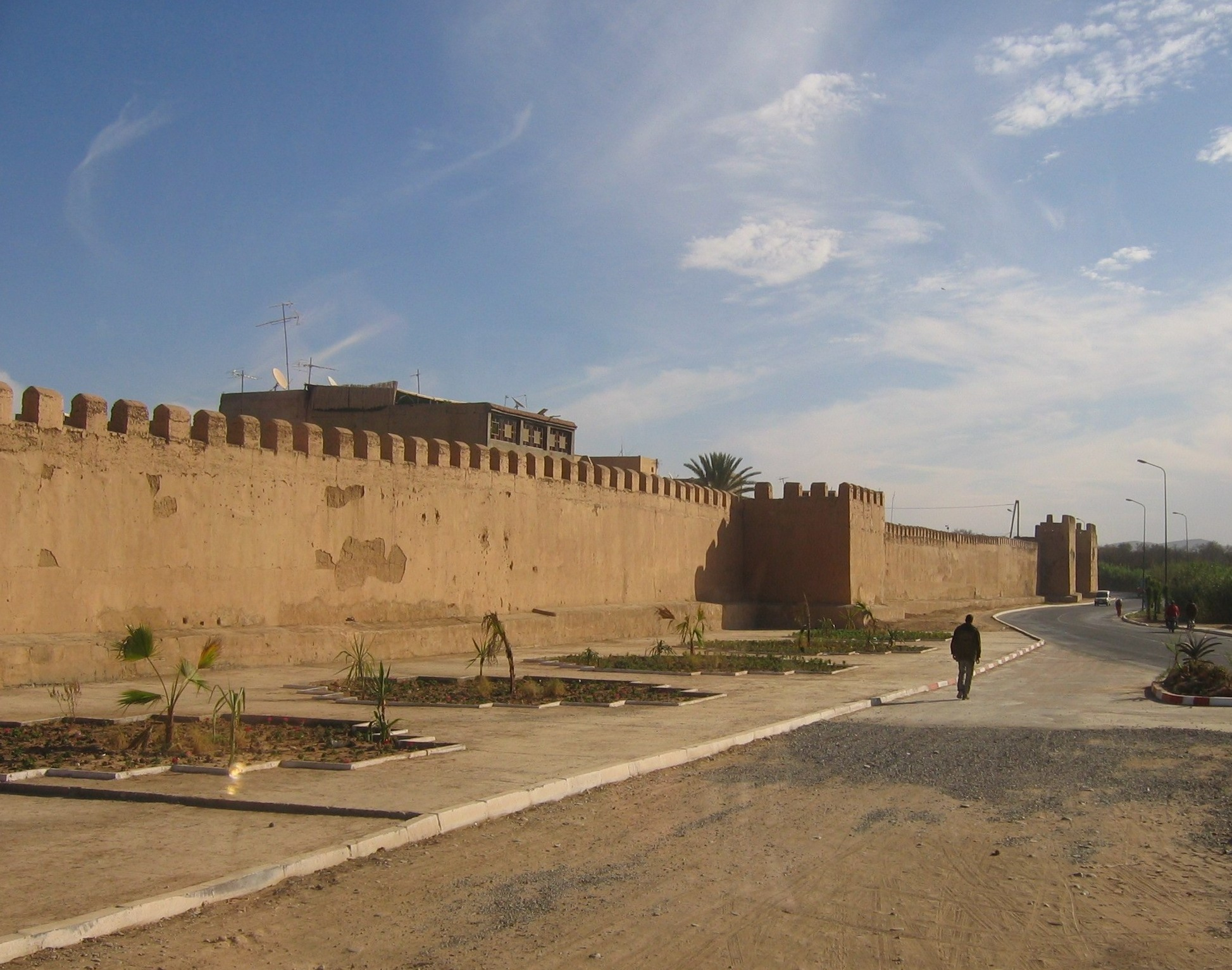
حائط تارودانت

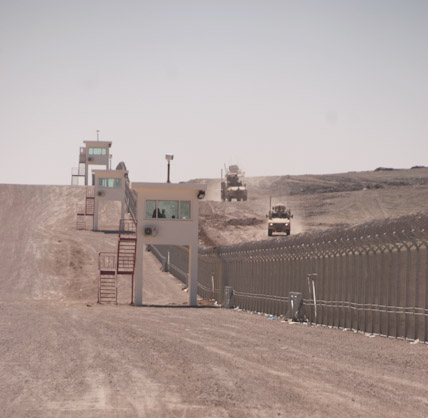
سور حديث يحيط بقاعدة عسكرية أمريكية في شيندند بولاية هراة - أفغانستان.

## أمثلة

### مصر
- سور القاهرة

### جزيرة العرب
- سور الكويت
- سور المدينة المنورة

### الشام

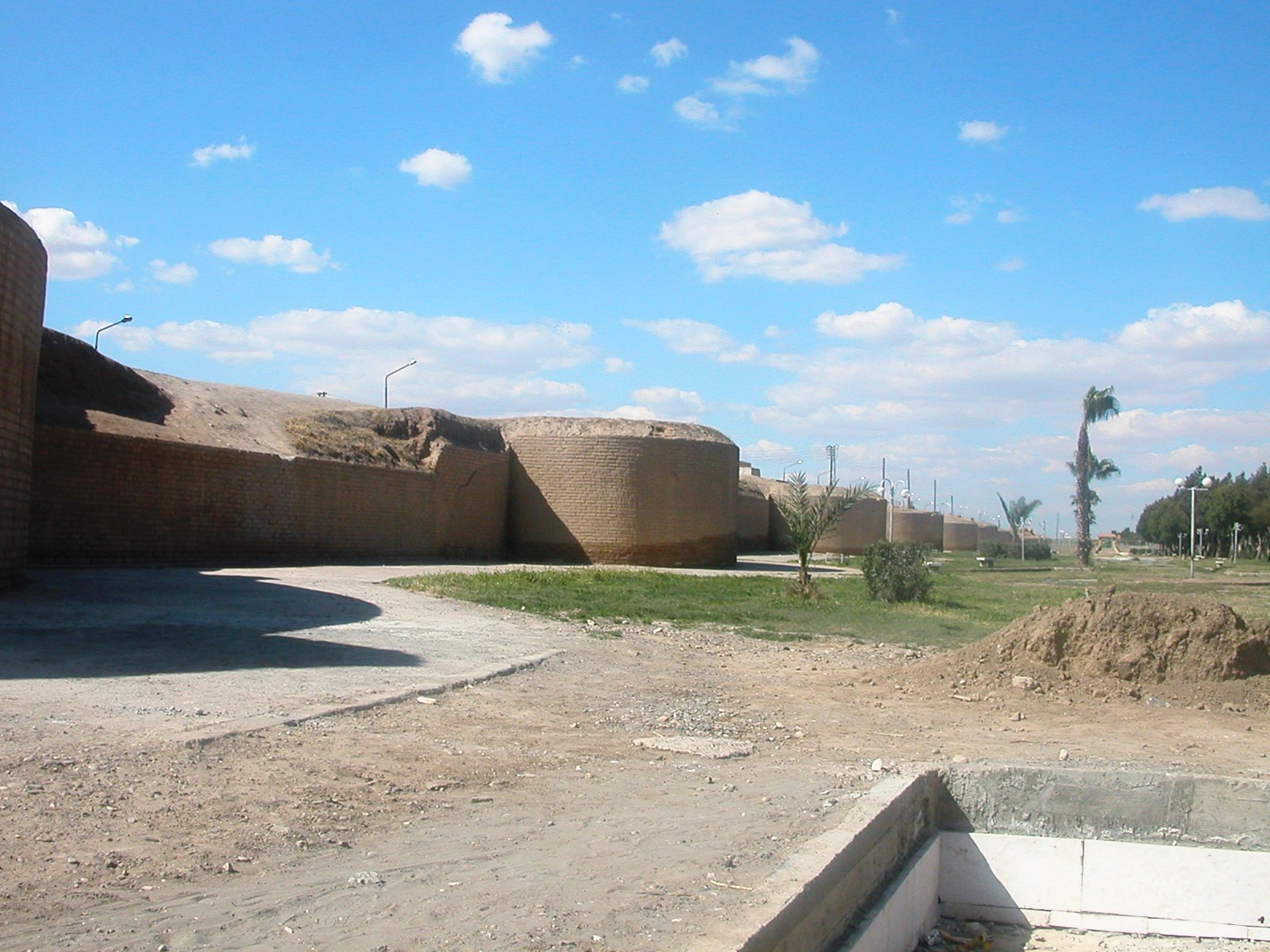
سور الرقة.

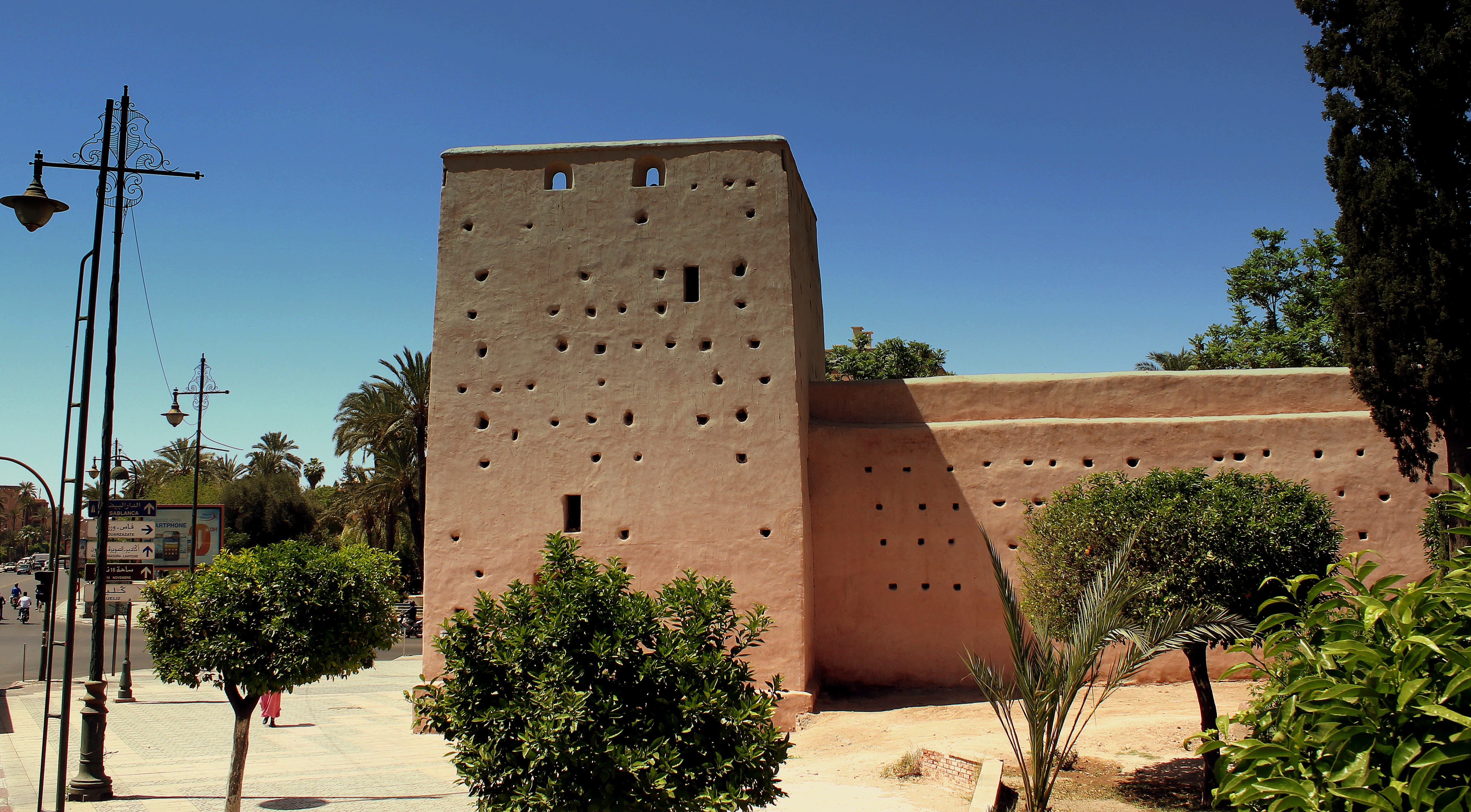
سور مراكش

- سور القدس
- سور دمشق
- سور الرقة

### العراق
- سور الموصل
- سور النجف

### المغرب الكبير
- سور تارودانت
- سور مراكش

### اليمن

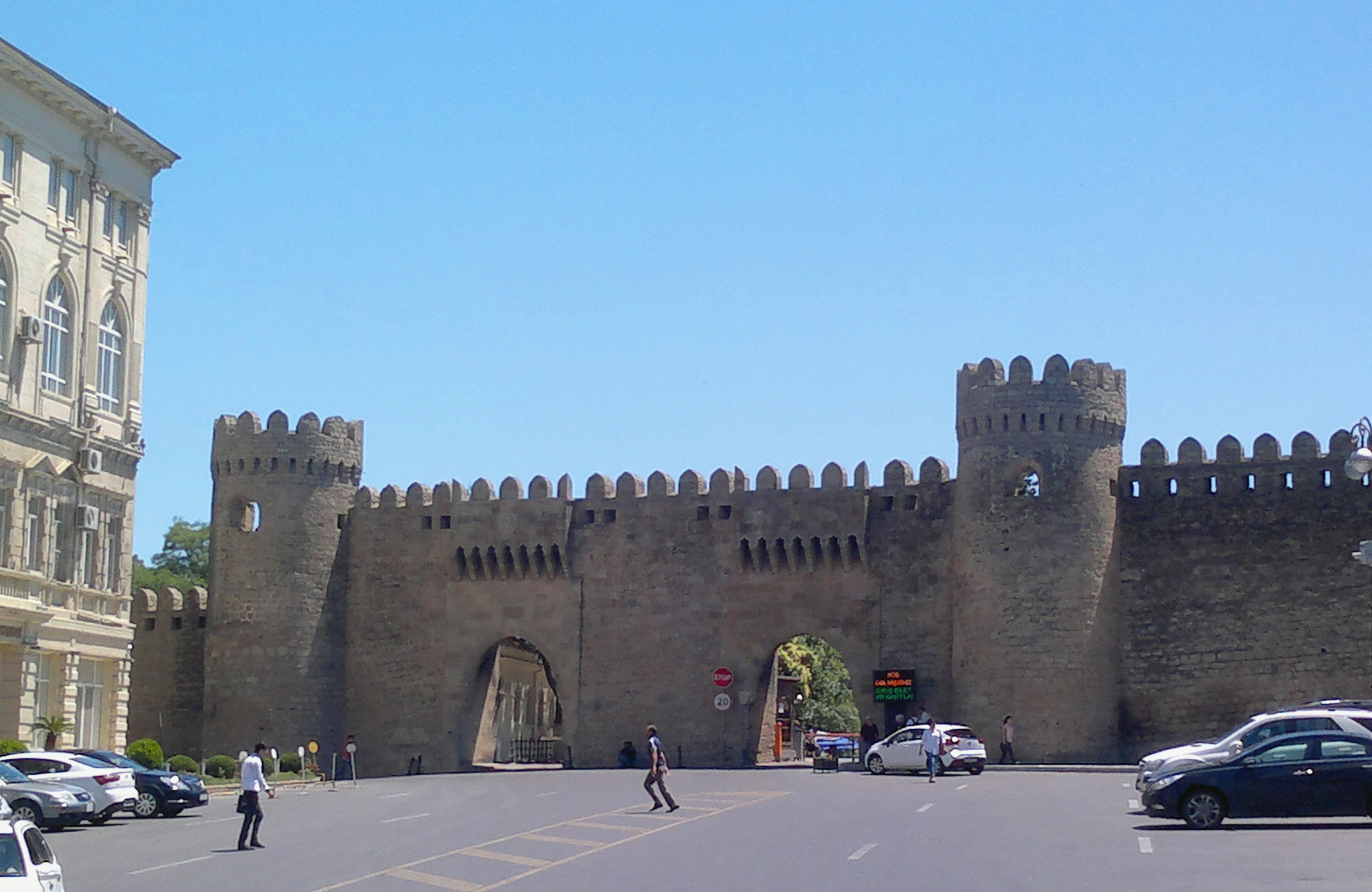
بوابتان وأسوار حصن باكو.

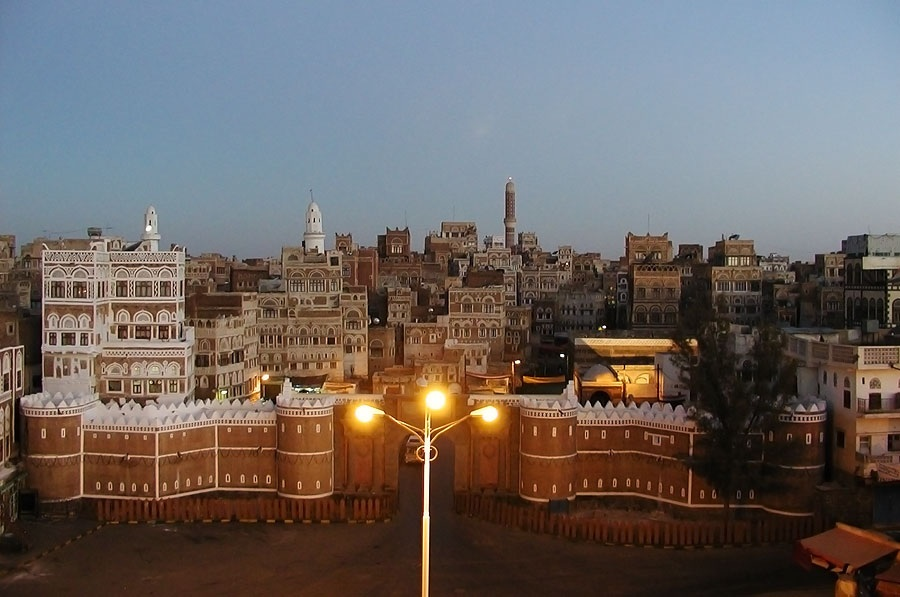
سور صنعاء